# Not Wanted
Not Wanted is een Amerikaanse film van Elmer Clifton en Ida Lupino die werd uitgebracht in 1949.
De opnames waren amper enkele dagen bezig toen regisseur Elmer Clifton een hartaanval kreeg. Ida Lupino, die mee aan het scenario had geschreven en de film coproduceerde, nam de regie over.

## Verhaal
Sally Kelton is een negentienjarig meisje dat zich niet gelukkig voelt bij haar ouders die in een onaantrekkelijk industriestadje wonen. Vooral haar bazige moeder, een echte controlefreak, blinkt uit in schuldinductie, ze verwijt en vernedert haar dochter voortdurend.
Op een uitgaansavond maakt Sally kennis met de knappe pianist Steve Ryan. Ze wordt verliefd op hem. Ze beleven een avontuurtje. Al gauw blijkt echter dat Steve zich niet wil binden en alles inzet op zijn muziekcarrière. Eigenlijk is Sally voor Steve slechts een van de jonge vrouwen die hij ontmoet in de vele nachtclubs waar hij speelt. 
Op een nacht, na de zoveelste aanvaring met haar moeder, verlaat Sally het ouderlijk huis. Ze neemt de bus naar de stad waarnaartoe Steve is getrokken met de bedoeling er zijn carrière van de grond te krijgen.
Op de bus neemt ze plaats naast Drew Baxter, eigenaar van een benzinestation en een cafetaria in de stad waar ze naartoe reist. Drew helpt Sally graag: hij bezorgt haar een kamer en een job in zijn bedrijf. Drew, die verliefd aan het worden is op Sally, doet alles voor haar, maar zijn gevoelens worden niet beantwoord. Sally is en blijft verliefd op Steve, die onverschillig reageert wanneer zij hem opzoekt in de stad. 
Steve vertrekt naar Zuid-Amerika om daar op te treden. Sally verliest haar levenslust en wordt onwel op een draaimolen waar ze met Drew is. Drew laat de dokter komen die ontdekt dat ze zwanger is, van Steve. Haar gemoedstoestand verergert. 

## Rolverdeling
| Acteur           | Personage                                       |
| ---------------- | ----------------------------------------------- |
| Sally Forrest    | Sally Kelton                                    |
| Keefe Brasselle  | Drew Baxter                                     |
| Leo Penn         | Steve Ryan                                      |
| Dorothy Adams    | Aggie Kelton, de moeder van Sally               |
| Wheaton Chambers | mijnheer Kelton, de vader van Sally             |
| Ruth Clifford    | mevrouw Elizabeth Stone                         |
| Virginia Mullen  | mevrouw Banning, de moeder van de gestolen baby |
| Charles Seel     | dokter Williams                                 |